# Contea di Simpson (Mississippi)
La contea di Simpson ( in inglese Simpson County ) è una contea dello Stato del Mississippi, negli Stati Uniti. La popolazione al censimento del 2000 era di 27 639 abitanti. Il capoluogo di contea è Mendenhall.